# Anders Langlands
Anders Langlands é um especialista em efeitos especiais neozelandês. Como reconhecimento, foi nomeado ao Oscar 2016 na categoria de Melhores Efeitos Visuais por The Martian.